# Karl Emil Schabinger von Schowingen
Karl Emil Schabinger Freiherr von Schowingen (* 27. September 1877 in Gernsbach; † 4. April 1967 in Baden-Baden) war ein deutscher Diplomat und Orientalist.

## Leben
Schabinger von Schowingen studierte ab 1897 an der Universität Heidelberg Rechtswissenschaften. Bereits während dieser Zeit entwickelte er ein starkes Interesse an der Orientalistik. Daher entschloss er sich nach dem Abschluss des Jura-Studiums am Seminar für Orientalische Sprachen in Berlin bei Martin Hartmann Persisch und Türkisch zu lernen.
1901 trat Schabinger von Schowingen in den diplomatischen Dienst ein und wurde zunächst Dolmetscher bei der kaiserlichen Gesandtschaft in Tanger (Marokko). Am 22. März 1915 berief ihn Max von Oppenheim zu seinem Nachfolger als Leiter der Nachrichtenstelle für den Orient. In dieser Position übersetzte er unter anderem die Broschüre „Die Wahrheit über den Glaubenskrieg“ von Salih asch-Scharif at-Tunisi ins Deutsche. Damit sollten die Muslime Nordafrikas für einen Dschihad gegen die französische und britische Kolonialherrschaft und für die Mittelmächte gewonnen werden.
1916 wurde Schabinger zum deutschen Konsul in Jaffa ernannt. Dieses Amt hatte er bis zum Ende des Ersten Weltkrieges inne. Als Cemal Pascha am 28. März 1917 wegen des Heranrückens der Briten die Evakuierung ausländischer Zivilisten aus Jaffa und Tel Aviv verfügte, erwies sich schnell, dass die Militärs im Wesentlichen nur Juden zur Räumung zwangen, Nichtjuden aber gewähren ließen. Das erzeugte Unruhe, da die seit 1915 laufenden Massaker an Armeniern auch mit Räumungsbefehlen begonnen hatten. Zudem hatte nach Beginn des Ersten Weltkriegs die Hohe Pforte am 7. September 1914 den Ausländern mit ständigem Aufenthalt im Osmanischen Reich ihre persönliche Exterritorialität und die Unterstellung unter die Gerichtsbarkeit ihrer jeweiligen Konsuln, wie in den Kapitulationen des Osmanischen Reiches festgelegt, de facto entzogen. Bedrängte Juden bestürmten darauf Schabinger, etwas dagegen zu unternehmen. Darum wurden Schabinger und sein österreich-ungarischer Kollege an zwei aufeinander folgenden Tagen beim örtlichen Mutasarrıf vorstellig.
Nachdem die britische Niederlage in der Ersten Schlacht bei Gaza am 26. März 1917 bekannt geworden war, verlangten Schabinger und sein Kollege am 31. März beim Mutasarrıf ein Ende der militärisch unnötigen Räumungen. Die Räumungen gingen weiter, nahmen aber Nichtjuden aus, was Schabinger fürchten ließ, es werde zu Übergriffen auf Juden kommen. Schabinger erklärte, Maßnahmen allein gegen Juden seien zum Schaden für das Ansehen Deutschlands und des Osmanischen Reichs. Wenn der Mutasarrıf auf der Räumung auch jüdischer Deutscher beharre, werde er, Schabinger, sich in den Treck der vertriebenen Juden einreihen, um Schlimmeres zu verhüten.
Am 1. April machte Cemal Pascha Schabingers Vorgesetztem, Generalkonsul Johann Wilhelm Heinrich Brode (1874–1936) in Jerusalem, Vorhaltungen wegen unerlaubter Einmischung Schabingers in militärische Belange. Brode schlug Cemals Paschas Angebot, nichtjüdische Deutsche von der Räumung auszunehmen, aus und erklärte, dass er, Brode, eine Ungleichbehandlung jüdischer und nichtjüdischer Deutscher nicht hinnehmen könne. Cemal Pascha war nicht zu erweichen. Er verschob zwar schließlich die Räumungsfrist vom 6. April (Sederabend) auf den 9. April, um den Juden zu ermöglichen, den Beginn Pessachs daheim zu feiern, nahm Bauern, die Vieh und Landwirtschaft zu versorgen hatten, von der Räumung aus, stellte Transportkapazität zur Verfügung, bestand aber ansonsten auf der Räumung. Von den 10'000 bis 11'000 vertriebenen Juden starben 900 bis 1'500 an Entkräftung, Hunger und Kälte.
Cemal Paschas Mitte April vorgebrachtes Ansinnen, auch Jerusalem zu räumen, lehnten Brode und andere Konsuln der Stadt ab. Angesichts der vielen Jerusalemiter war bei deren Vertreibung mit noch viel mehr Toten zu rechnen. Doch erwirkte schließlich General Friedrich Kreß von Kressenstein über osmanische militärische Stellen deren Befehl an Cemal Pascha, den Räumungsbefehl für Jerusalem zurückzunehmen, was am 26. April 1917 geschah. 1918 bis 1924 war Schabinger in der Orient-Abteilung des Auswärtigen Amtes tätig.
1924 zog er sich schließlich im Alter von 47 Jahren aus dem aktiven Dienst zurück und widmete sich der Orientalistik. Am 1. November 1930 trat er der NSDAP bei (Mitgliedsnummer 358.048).
Er verfasste bedeutsame Publikationen über den Seldschukenwesir Nizam al-Mulk, dessen Siyāsatnāma er aus dem Persischen ins Deutsche übersetzte. 1967, kurz vor seinem Tode, veröffentlichte er seine Memoiren unter dem Titel „Weltgeschichtliche Mosaiksplitter. Erlebnisse und Erinnerungen eines kaiserlichen Dragomans“.

## Schriften (Auswahl)
- Nizāmulmulk: Siyāsatnāma. Gedanken und Geschichten. Zum ersten Male aus dem Persischen ins Deutsche übertragen und eingeleitet. Alber, Freiburg / München 1960.
- Weltgeschichtliche Mosaiksplitter. Erlebnisse und Erinnerungen eines kaiserlichen Dragomans. K. F. Schabinger Frhr. von Schowingen, Baden-Baden 1967.